# Старий Майдан (Шептицький район)
Старий Майда́н — село в Україні, в Шептицькому районі Львівської області. Населення становить 51 осіб.
Через село тече річка Майданський, права притока Радославки.